# Bettina Aptheker
Bettina Fay Aptheker (Fuerte Bragg, 2 de septiembre de 1944) es una autora, profesora y activista política estadounidense. Es conocida por su participación en los movimientos por los derechos civiles y contra la guerra en los Estados Unidos durante las décadas de 1960 y 1970, especialmente por haber trabajado en la defensa de Angela Davis durante su juicio.

## Trayectoria
Nació en Fuerte Bragg, Carolina del Norte, en una familia judía. Es hija de la sindicalista Fay Philippa Aptheke y su padre, el historiador Herbert Aptheker, fue reconocido por su trabajo sobre las revueltas de los negros esclavizados en Estados Unidos además de ser una figura importante en el cambio de la escritura de la historia afroamericana.
Se licenció en la Universidad de California en Berkeley. Como activista del Club W.E.B. Du Bois del Partido Comunista de Estados Unidos, lideró el Movimiento por la Libertad de Expresión de Berkeley durante el otoño de 1964.
Fue delegada de la convención fundadora de junio de 1964 de los WEB DuBois Clubs, una organización juvenil patrocinada por el Partido Comunista celebrada en San Francisco. En 1968, la invasión de Checoslova por el Pacto de Varsovia dividió la dirección del Partido Comunista. Todos los miembros del Comité Nacional, menos tres, encabezados por el líder del partido Gus Hall, apoyaron la intervención soviética. Una reunión del Comité Nacional celebrada durante el fin de semana del Día del Trabajo apoyó a Hall por un margen de cinco a uno. Sin embargo, Bettina Aptheker denunció la invasión y votó con la minoría; se opuso a su padre Herbert Aptheker en esta cuestión. Él y la mayoría de sus líderes abogaron por la intervención soviética en Hungría en 1956.
Durante la década de 1970, trabajó para la defensa en el juicio de Angela Davis, una amiga y miembro también del Partido Comunista acusada de participar en el intento de fuga de prisión de George Jackson. Escribió un libro sobre el juicio, que se publicó en 1974. En 1977, se convirtió en asociada del Instituto de Mujeres para la Libertad de Prensa, una organización estadounidense sin fines de lucro que trabaja para aumentar la comunicación entre las mujeres y conectar a las audiencias con los medios de comunicación femeninos. Fue miembro del Comité Nacional del Partido Comunista de los Estados Unidos de América.
En 1976, completó su maestría en comunicación en la Universidad Estatal de San José. Después, fue profesora de Estudios Afroamericanos y de la Mujer en la Universidad Estatal de San José. A principios de la década de 1980, completó su doctorado en el programa de Historia de la Conciencia en la Universidad de California en Santa Cruz. Desde 1980 fue profesora en el Departamento de Estudios Feministas de dicha universidad.
La líder del partido en California, Dorothy Healey, la recordó en sus memorias de 1990 como "una de las mujeres jóvenes más vivaces que alcanzaron prominencia en el partido en los años 1960 y también uno de los seres humanos más cálidos que he conocido".

## Reconocimientos
En 2004, Aptheker recibió el "Premio a la Excelencia en Educación" del capítulo de California de la Organización Nacional de Mujeres (CA NOW). En 2012, fue designada junto con Karen Yamashita para la Cátedra Presidencial de la UC en Estudios Críticos Feministas de Raza y Étnica; un puesto ofrecido a miembros distinguidos del profesorado universitario con el objetivo de fomentar el desarrollo de programas nuevos o interdisciplinarios. En 2017 recibió el Premio de Enseñanza en Humanidades John Dizikes y el nombramiento inaugural para la Cátedra Presidencial de Estudios Feministas de la Fundación Peggy y Jack Baskin.

## Vida personal
En 1965, Aptheker se casó con su compañero de estudios Jack Kurzweil, quien también era un activista comunista. Se divorciaron en 1978 después de tener dos hijos juntos. En octubre de 1979, Aptheker empezó una relación con Kate Miller. Tienen tres hijos entre ambas, ya que cada mujer tuvo hijos en su primer matrimonio. Aptheker se identifica como lesbiana.

## Obra

### Libros
- Big Business e a American University. Nova York: New Outlook Publishers, 1966.
- Columbia Inc. Nova York: WEB DuBois Clubs of America, maio de 1968.
- Racism and Reaction in the United States: Two Marxian Studies. Com Herbert Aptheker. Nova York: New Outlook Publishers, 1971.
- The Morning Breaks: The Trial of Angela Davis. Ithaca, NY: Cornell University Press, 1976.
- The Unfolding Drama: Studies in US History. Com Herbert Aptheker. Nova York: International Publishers, 1979.
- Woman's Legacy: Essays on Race, Sex and Class in American History. Amherst, MA: University of Massachusetts Press, 1982.
- Tapeçarias da vida: o trabalho feminino, a consciência feminina e o sentido da vida cotidiana. Amherst, MA: University of Massachusetts Press, 1989.
- Aptheker, Bettina (26 de septiembre de 2006). Intimate Politics: How I Grew Up Red, Fought for Free Speech, and Became a Feminist Rebel. Seal Press. ISBN 978-1-58005-160-6. Resumen divulgativo.

### Capítulos de libros y artículos
- "Toni Cade Bambara: Una vida política del espíritu", en Linda J. Holmes y Cheryl A. Wall, eds., Saboreando la sal: El legado de Toni Cade Bambara, Temple University Press, 2008. páginas. 226–235.
- " Manteniendo recto al Partido Comunista, 1940-1980 ", New Politics, verano de 2008, vol. XII, núm. 1, págs. 22–27.
- "Enseñanza sobre el antisemitismo y el legado de las mujeres judías". Revista de Estudios de la Mujer, vol. 21, no. 3/4, 1993, págs. 63–68. www.jstor.org/stable/40022007
- "Raza y clase: política patriarcal y la experiencia femenina". Revista de Estudios de la Mujer, vol. 10, no. 4, 1982, págs. 10-15. www.jstor.org/stable/40004177.
- “‘Fuerte es lo que nos hacemos unos a otros’: Desaprender el racismo en los estudios de la mujer”. Revista de Estudios de la Mujer, vol. 9, no. 4, 1981, págs. 13-16. www.jstor.org/stable/40003959.